# Miristato de isopropila
O miristato de isopropila é um composto orgânico cuja fórmula química é CH3(CH2)12COOCH(CH3)2. É um éster cuja forma líquida é incolor, transparente e inodora.
O Miristato de Isopropila pertence a uma classe de compostos químicos chamado de ésteres. Devido à cadeia graxa com quatorze átomos de carbono do grupo mirístico, possui propriedades repelentes à água e é um eficiente lubrificante e emoliente.

## Origem
O miristato de isopropila é de origem sintética, podendo ser produzido a partir do ácido graxo animal ou de origem vegetal. O mesmo é sintetizado a partir da reação de esterificação do ácido mirístico da mais alta pureza com o álcool isopropílico.

## Aplicações
O miristato de isopropila possui baixo ponto de turvação, muito usado nas formulações de produtos cosméticos, como cremes, loções, óleo de banho, desodorantes, protetores solares, pomadas e batons.

## Benefícios
O miristato de isopropila é um excelente emoliente e diluente para óleos vegetais, óleos de silicones e óleos minerais, aumentando o poder solvente de pigmentos e corantes para uso em formulações de batons e maquiagens. O Miristato de Isopropila provém um excelente efeito de espalhamento e lubricidade, quando aplicado sobre a pele, sendo muito utilizado em óleos infantis para dar emoliência e suavidade.

## Características
Insolúvel em água, glicerol e propilenoglicol. É solúvel em álcool, solventes orgânicos e óleos fixos. Sua densidade é 0,853 kg/L.